# ヨバナ・ベーソビッチ
ヨヴァナ・ヤンコヴィッチ（セルビア語: Јована Јанковић、1987年6月21日 - ）は、セルビアの女子バレーボール選手。ウジツェ（当時はユーゴスラビア）出身。セルビア代表。旧姓はヴェソヴィッチ（Vesović,セルビア語: Весовић）。

## 来歴
2005年のジュニア世界選手権で大活躍し、MVPを受賞。
2006年からセルビアシニア代表に入り、2006年世界選手権で銅メダルを獲得した。
その後の国際大会でもリリーフ役ながらもキャリアを重ね、2008年の北京オリンピック世界最終予選兼アジア大陸予選ではエースの怪我もあり、日本戦で初のスターティングメンバーとして出場を果たした。

## 球歴
- オリンピック - 2008年（5位）、2012年（11位）
- 世界選手権 - 2006年（銅メダル）、2010年（8位）
- ワールドカップ - 2007年（5位）、2011年（7位）
- 欧州選手権 - 2007年（準優勝）、2011年（優勝）

## 所属クラブ
- ／ Jedinstvo Uzice（2002-2007年）
- Postar 064 Beograd（2007-2009年）
- Voléro Zürich（2009-2010年）
- Dinamo Romprest Bucharest（2010-2011年）
- 2004 トミス・コンスタンツァ（2011-2012年）
- Siewierstal Czerepowiec（2012-2013年）
- Çanakkale Belediyespor（2013-2014年）
- オリンピアコス（2014-2015年）
- CSMヴォレイ・アルバ・ブラジ（2015-2016年）
- ラビタ・バクー（2016-2017年）
- リバーバレー（2017-2018年）
- Manisa Ata SK（2018-2019年）
- Samsun Anakent（2019年）
- Energa MKS Kalisz（2019-2020年）
- Adam Voleybol（2021年）
- Szent Benedek RA（2022-2023年）
- ŽOK Ub（2023年）
- Jedinstvo Užice（2023-2024年）
- ITA TOOLS Stal Mielec（2024-）